# Gert Raeithel
Gert Raeithel (* 1940 in München) ist ein deutscher Amerikanist und Literaturwissenschaftler.
Raeithel studierte Nordamerikanische Kulturgeschichte, Philosophie und Pädagogik. 1966 promovierte er über Selbstmorde amerikanischer Schriftsteller. 1972 habilitierte er sich mit einer Studie über Armut in amerikanischen Großstädten. Raeithel war bis zu seiner Emeritierung Professor für Amerikanistik an der Ludwig-Maximilians-Universität. Zwischenzeitlich war er an den Universitäten von New York, Denver und Stanford tätig und forschte in Venedig und Saigon. 
Sein Hauptwerk ist die dreibändige Geschichte der Nordamerikanischen Kultur, die 1988 erstmals erschien und 1995 in einer überarbeiteten Version bei Zweitausendeins herauskam, 2002 erschien bei Zweitausendeins die vierte Auflage. 
Unter dem Pseudonym Richard W. B. McCormack (auch R. W. B. McCormack) verfasste Gert Raeithel mehrere satirische ethnographische Werke über Deutschland.

## Werke (Auswahl)
- Opfer der Gesellschaft. Kiepenheuer und Witsch, Köln 1971
- Amerikanische Provinzzeitungen. Fink, München 1978
- Go West. Syndikat, Frankfurt am Main 1981
- Washington und einige seiner Bewunderer. Faude, Konstanz 1987
- Geschichte der Nordamerikanischen Kultur. Zweitausendeins, Frankfurt am Main 1995, ISBN 3-86150-129-5
  - Band 1. Vom Puritanismus bis zum Bürgerkrieg. 1600–1860
  - Band 2. Vom Bürgerkrieg bis zum New Deal. 1860–1930
  - Band 3. Vom New Deal bis zur Gegenwart. 1930–1995
- Amerikas Heilige der letzten Tage: mormonische Lebensläufe. Eichborn, Frankfurt am Main 1997, ISBN 3-8218-0466-1
- Rätsel Amerika: Essays 1968–2003. Shaker, Aachen 2003, ISBN 3-8322-1248-5
- Die Deutschen und ihr Humor: von Till Eulenspiegel bis Harald Schmidt. DTV, München 2005, ISBN 3-423-34215-3
- Franzosen und Französinnen. Shaker, Aachen 2013, ISBN 978-3-8440-2030-4
- Das Vertrauen ins Wort: Essays, Glossen und Satiren. 1971–2015. Shaker, Aachen 2015, ISBN 978-3-8440-4014-2

Unter dem Pseudonym Richard W. B. McCormack:
- Tief in Bayern. Eine Ethnographie. Eichborn, Frankfurt/Main 1991, Reihe: Die Andere Bibliothek Band 75, ISBN 978-3821840758
- Unter Deutschen. Portrait eines rätselhaften Volkes. Goldmann, 1996, ISBN 978-3442430468
- Mitten in Berlin. Feldstudien in der Hauptstadt. C. H. Beck, 2000, ISBN 978-3406421501